# 한각신
한각신(韓覺新, 1795년 2월 28일 ~ 1853년 8월 14일)은 조선 후기의 문신으로 은언군 이인의 사위이다. 자(字)는 계선(季先) , 본관은 청주이다. 철종의 적고모부이다.
1827년 유배되었다가 철종 즉위 후 풀려나 참봉 은산현감 등을 역임하고 금구현감으로 부임했다가 사망했다.

## 생애
생부는 현령을 지내고 사후 증 이조참의에 추증된 한천유이고, 생모는 경주이씨 이정즙의 딸이다. 형으로는 한계신, 한최신이 있었다. 그는 13촌 아저씨뻘 되는 한선양의 양자로 입양되었다. 그는 한명회의 종조부 한상경의 14대손이고, 한계미의 12대손이었다. 그밖에 한치형 역시 12대 방조가 된다. 그는 다시 장남 한응국을 생가의 친형 한계신의 양자로 입양보냈다. 은언군 이인과 상산군부인 송씨의 딸과 혼인하였다. 그러나 그의 생애 초기의 기록은 미상이다.
장남 한응국을 한계신의 양자로 입양보낸 뒤 그는 다시 12촌되는 충추 금가면 출신 감역 한매신의 넷째 아들 한응필을 양자로 입양했다.
1827년(순조 27) 1월 알 수 없는 이유로 죄인이 되어 평안도 양덕현으로 유배되었다. 철종 즉위 후 석방되어 풀려나 1850년(철종 1) 4월 12일 특별히 관직에 임명되고 같은 날 익릉참봉(翼陵參奉)에 임명되었다.
1852년 4월 12일 철종의 특명으로 은산현감대리에 임명됐다가 같은 날 은산현감으로 임명되었다. 1853년(철종 4) 전라도 금구현령 겸 전주진관(全州鎭管)으로 부임했다가 그해 8월 임지에서 사망하였다. 시신은 경기도 광주군 의곡면 계산(현 의왕시) 을좌(乙坐)에 안장되었다.

## 가족 관계
- 아버지 : 한천유(韓天維, 1774년~1811년)[1]
- 어머니 : 경주이씨, 이정즙(李廷楫)의 딸
  - 형 : 한계신, 한선양의 양자로 출계
  - 형 : 한최신
- 부인 : 전주이씨(全州李氏, 1796년 8월 4일 ~1872년 4월 4일), 은언군의 딸
  - 아들 : 한응국, 한계신의 양자로 출계
  - 양자 : 한응필(1832년 12월 14일 ~ 1883년 12월 1일), 생부는 한매신

- 장인 : 은언군 이인, 사도세자의 서자
- 장모 : 상산군부인 송씨
  - 처남 : 상계군 이담
  - 처남 : 풍계군 이광, 일설에는 서자라는 설도 있다.
- 서장모 : 이름 미상, 장인 은언군의 첩
  - 서처남 : 이성득
  - 서처남 : 이철득
- 서장모 : 전산군부인 이씨, 장인 은언군의 첩
  - 서처남 : 전계대원군 이광, 철종의 생부

## 같이 보기
- 은언군
- 상산군부인 송씨
- 상계군
- 풍계군
- 한응필

## 참고자료
- 승정원일기
- 비변사등록

1. ↑  “淸州韓氏大同族譜 文靖公篇 四”. 《FamilySearch》.